# Neoplatycerus tachikawai
Neoplatycerus tachikawai är en stekelart som beskrevs av Subba Rao 1965. Neoplatycerus tachikawai ingår i släktet Neoplatycerus och familjen sköldlussteklar. Inga underarter finns listade i Catalogue of Life.